# Pterygogramma marquesi
Pterygogramma marquesi is een vliesvleugelig insect uit de familie Trichogrammatidae. De wetenschappelijke naam is voor het eerst geldig gepubliceerd in 1928 door Brèthes.